# Concrete Sox
Concrete Sox est un groupe anglais de punk hardcore, originaire de Nottingham.

## Histoire
Concrete Sox est formé début 1984 à la suite de jam sessions avec Gabba (Chaos UK/F.U.K.), Kalv (Heresy/Geriatric Unit) et divers amis, il est d'abord un groupe straight edge. Les fondateurs sont Leslie Duly (batterie) et Victor Timoveric (guitare). Le beau-frère de Duly, Andy, devient le chanteur, et après une série de sessions et de concerts avec des musiciens changeants, Kalvin Piper, qui écrit des articles pour le fanzine américain Maximumrocknroll, est le bassiste. Incapable de jouer correctement de son instrument, Duly prend la basse à l'été 1984, John March prenant sa place à la batterie. Piper reste en bons termes avec le groupe et forme ensuite Heresy. Pas fixés sur un nom permanent, ils jouent sous le nom de "Concrete Evidence", mais le nom "Concrete Sox" (la parodie de Timoveric d'un groupe de Nottingham "Steam Roller Gloves") devient le nom officiel du groupe.
Avec la formation Andy-Timoveric-March-Duly, le groupe enregistre une démo en 1985, qui leur vaut un contrat d'enregistrement avec le label punk de Bristol Children Of The Revolution Records. Cependant la première sortie du groupe est le morceau Eminent Scum, qui apparaît dans la compilation Anglican Scrape Attic publié par Digby « Dig » Pearson en octobre 1985. Pearson fonde ensuite Earache Records. L'année suivante, le premier album des Concrete Sox, Your Turn Next, paraît chez Children Of The Revolution Records. Au cours de l'enregistrement d'un LP split avec Heresy, le batteur et chanteur John March, qui joue dans les deux groupes à l'époque et ne peut plus faire face à la charge, choisit seulement Heresy en 1986 et est remplacé par Sean Cook (chant) et Andy Sewell (batterie). Le disque sort chez Earache, il s'agit du deuxième disque de l'histoire de la société. Un peu plus tard, le groupe signe avec Manic Ears Records, qui publie le deuxième album Whoops Sorry Vicar!. Le bassiste Les Duly quitte le groupe et est remplacé par Piper, qui revient dans le groupe. Le troisième album Sewerside est sorti chez Big Kiss, le label du chanteur de Flux of Pink Indians Colin Latter. Avant la sortie de l'album, Victor Timoveric, le dernier membre fondateur, quitte le groupe en 1989. Le guitariste de session Rick Button est embauché pour la prochaine tournée avec Doom. Après la tournée, Cook quitte le groupe pour des raisons personnelles et est remplacé par Loyd Sims. En 1990, Mark Greenwell devient le guitariste permanent. Avec ce casting, en 1992, Concrete Sox est la première partie d'Agnostic Front et fait une tournée au Japon avec des groupes de hardcore japonais, où ils sont la tête d'affiche. En 1993, le quatrième album No World Order sort. Le groupe se sépare en 1994 après une tournée européenne financièrement désastreuse.
À la fin des années 1990, Concrete Sox se reforme pour un EP, une tournée scandinave et quelques concerts au Royaume-Uni. Rich Lamell joue de la basse à la place de Duly. En 2009, Timoveric reforme le groupe avec de nouveaux membres. Une tournée européenne débuté au avril 2010 est annulée après trois concerts. La formation se dissout. Your Turn Next et Whoops Sorry Vicar sont réédités en septembre 2012 sur le propre label du groupe, SoxCore Records, en association avec Boss Tuneage. En décembre 2012, le membre fondateur Vic Timoveric travaille avec de nouvelles personnes, dont le retour de Pug à la batterie avec des membres supplémentaires Lambert (chant) et Brownie (basse). Après 4 à 5 mois sans résultat, Timoveric décide de dissoudre définitivement le groupe.

## Discographie
- 1985 : Your Turn Next (Children Of The Revolution Records)
- 1987 : Split-Album avec Heresy (Earache Records)
- 1987 : Whoops Sorry Vicar! (Manic Ears Records)
- 1989 : Sewerside (Big Kiss)
- 1990 : Lunched Out (EP, Desperate Attempt Records)
- 1991 : Split-EP avec Nightmare (MCR Company)
- 1993 : No World Order (Lost & Found Records)
- 1999 : The New EP (Data Records)

## Source de la traduction
- (de) Cet article est partiellement ou en totalité issu de l’article de Wikipédia en allemand intitulé « Concrete Sox » (voir la liste des auteurs).